# Fuad Szihab
Emir Fuad Abdallah Szihab (arab. فؤاد شهاب, fr. Faud Chéhab, ur. 1902 w Ghazir, zm. 25 kwietnia 1973 w Bejrucie) – libański polityk, trzeci prezydent niepodległego Libanu w latach 1958–1964 roku. Przed objęciem stanowiska głowy państwa był generałem-majorem oraz pierwszym Dowódcą Libańskich Sił Zbrojnych w latach 1945–1958.